# Żebbieħ
Żebbieħ est un petit village au nord-ouest de l'île de Malte. Situé sur un plateau entre la Wardija Ridge au sud et les Dwejra Lines au nord.
Ce village est principalement connu pour abriter le site préhistorique mégalithique de Skorba qui date des premières installations humaines sur l'île vers 5 400 av. J.-C.,.

## Sources
- (fr) Alain Blondy (1991) Malte, Arthaud, Paris, Réed. 2007
- (en) David H. Trump, Skorba, Oxford University Press (1966)